# Ado Grenzstein

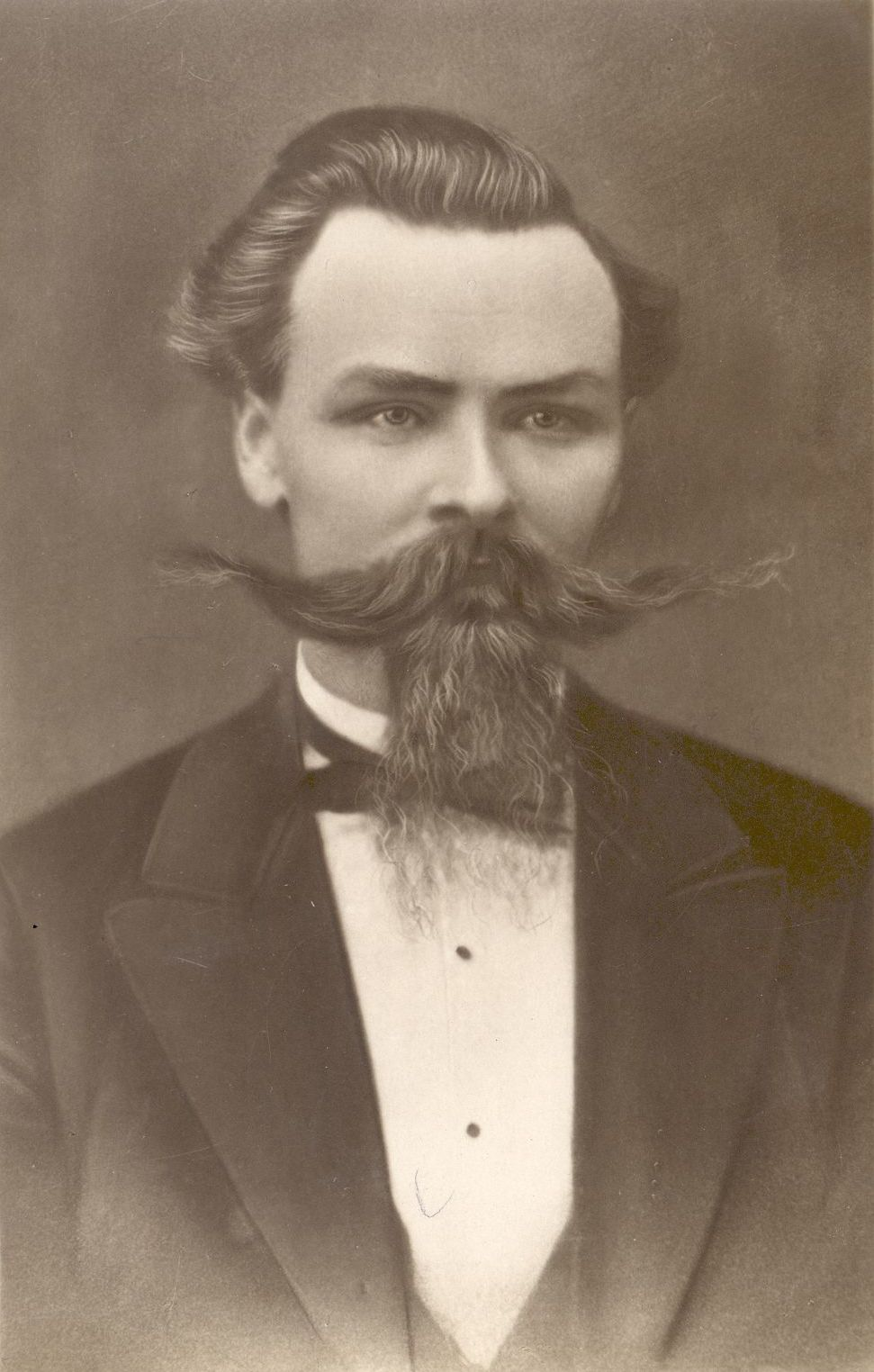
Ado Grenzstein

Ado Grenzstein (* 24. Januarjul. / 5. Februar 1849greg. im Dorf Kõksi, damals Kirchspiel Tarvastu/Estland; † 20. April 1916 in Menton/Frankreich) war ein estnischer Lyriker, politischer Journalist und Pädagoge. Er schrieb auch unter dem Pseudonym A. Piirikivi (estnische Übersetzung des deutschen Namen Grenzstein).

## Leben
Ado Grenzstein wuchs in sehr einfachen Verhältnissen auf. Sein Vater war Bauer und hatte neun Kinder, darunter der spätere Maler Tõnis Grenzstein. Grenzstein studierte von 1871 bis 1874 im nach Jānis Cimze benannten Lehrerseminar von Valga. Von 1874 bis 1876 war er als Küster und Schullehrer in Audru beschäftigt, bis er 1876 eine Lehreranstellung in Tartu fand. 1878 bis 1880 bildete er sich in Wien pädagogisch fort. Danach war er kurzzeitig Hauslehrer in Sankt Petersburg.
Im Zeitalter des nationalen Erwachens war Grenzstein zunächst im Sinne des estnischen Nationalbewusstseins aktiv. Er fand Anstellung bei der Zeitung Postimees und kritisierte die Privilegien der deutschbaltischen Großgrundbesitzer. Grenzstein gründete 1881 die Zeitung Olevik (Gegenwart), die zu einer der wichtigsten Blätter der Zeit in Estland wurde. Die erste Nummer der Zeitung erschien im Dezember 1881, ab 1882 kam sie einmal wöchentlich heraus, von 1905 an zweimal wöchentlich. In den beiden letzten Jahren ihres Erscheinens, 1914 und 1915, wurden sogar drei Nummern wöchentlich produziert.
1888 sagte sich Grenzstein unerwartet vom estnischen Nationalgedanken los und verteidigte die Russifizierung der zaristischen Staatsmacht. Seine Zeitschrift Olevik vertrat besonders in den 1890er Jahren einen gesteigerten russischen Patriotismus. Ganz gegen den Trend in der damaligen estnischen Bevölkerung hielt Grenzstein die Möglichkeiten einer estnischen Nationalbildung für zu schwach. Er sah in Russland das kommende starke Volk Europas. Stark kritisierte er aber auch die deutschen Traditionen und das deutsch geprägte Bildungsbürgertum in Estland.
Nachdem Grenzstein wegen eigener und fremder Intrigen beim zaristischen Gouverneur für Estland in Ungnade gefallen war, und besonders der estnische Publizist und Politiker Jaan Tõnisson gegen Grenzstein Front gemacht hatte, verließ Grenzstein Estland. Ab 1901 lebte er zunächst in Dresden und siedelte später nach Paris über. Er blieb bis zu seinem Tod publizistisch aktiv.

## Würdigung
Ado Grenzstein ist heute durch sein Eintreten für die Russifizierung eine negative Figur in Estland.  Die Bildung eines estnischen Nationalstaats 1918 hat sein leidenschaftliches Credo für ein Aufgehen der Esten im russischen Volk als falsch erwiesen. Die späteren antisemitischen und spekulativ-naturphilosophischen Schriften haben Grenzstein in den Augen der Nachwelt vollständig diskreditiert. Dennoch war er ein Mann von ungeheurer Schaffenskraft und wichtiger Teil der estnischen Bildungselite in der zweiten Hälfte des 19. Jahrhunderts. Vor 1888 hat er viel zum kulturellen Selbstbewusstsein der Esten und zur Erneuerung und Modernisierung der estnischen Sprache beigetragen.
Als Dichter trat er in der Nachfolge Koidulas mit vaterländischer Lyrik in Erscheinung, außerdem war er bekannt für seine Kindergedichte. Einige seiner Gedichte sind Ende des 19. Jahrhunderts in Übersetzung in deutschsprachigen Zeitungen des Zarenreichs erschienen, später sind zwei Gedichte auch in einer Anthologie estnischer Lyrik auf Deutsch erschienen.

## Werke (Auswahl)
- 1877: Esimesed luuletused (Gedichte)
- 1877–1880: Saksa keele õpetaja I–III (Deutsch-Lehrbuch)
- 1878: Kooli Laulmise raamat (Gesangbuch)
- 1879: Koolmeistri käsiraamat (Lehrerhandbuch)
- 1883: Autor des ersten estnischen Schach-Buchs
- 1884: Autor eines innovativen estnischen Wörterbuchs mit 1600 neuen Wörtern
- 1887–1888: Eesti Lugemise-raamat I–II (estnisches Lesebuch)
- 1888: Laulud ja salmid (Lieder und Choräle)
- 1894: Eesti küsimus (Die estnische Frage)
- 1899: Kauni keele kaitsemiseks (Zur Verteidigung der schönen Sprache)
- 1899: Mõttesalmid (Gedichte)
- 1899: Herrenkirche oder Volkskirche (in deutscher Sprache)
- 1910: Ajaloo album (Geschichtsalbum)
- 1910: Kodumaa korraldus (Die Verfassung des Heimatlandes)
- 1910: Pankrott tulemas (Der Bankrott kommt)
- 1911: Tõusikute vastu (Gegen die Aufständischen)
- 1912: Juudi küsimus (Die Judenfrage)
- 1913: Die Organisation der Natur. Naturphilosophische Betrachtungen mit neuen Ein- und Ausblicken (in deutscher Sprache)